# Juhani Jylha
Juhani Jylha né le 28 septembre 1946 à Rauma, en Finlande et mort le 18 janvier 2018 est un joueur professionnel finlandais de hockey sur glace.

## Carrière en club
En 1970, il commence sa carrière avec les HIFK dans la SM-liiga.

## Statistiques
| Saison    | Équipe      | Ligue    |    | Saison régulière | Saison régulière | Saison régulière | Saison régulière | Saison régulière |   | Séries éliminatoires | Séries éliminatoires | Séries éliminatoires | Séries éliminatoires | Séries éliminatoires |
| Saison    | Équipe      | Ligue    | PJ | B                | A                | Pts              | Pun              | PJ               | B | A                    | Pts                  | Pun                  |                      |                      |
| 1970-1971 | HIFK        | SM-liiga | 30 | 27               | 13               | 40               | 47               | -                | - | -                    | -                    | -                    |                      |                      |
| 1974-1975 | Lukko Rauma | SM-sarja | 32 | 7                | 13               | 20               | 20               | -                | - | -                    | -                    | -                    |                      |                      |
| 1975-1976 | Lukko Rauma | SM-liiga | 34 | 14               | 10               | 24               | 20               | -                | - | -                    | -                    | -                    |                      |                      |